# Самоков (Бугарска)
Самоков (буг. Самоков) град је у Републици Бугарској, у средишњем делу земље. Град је највеће насеље у оквиру Софијске области, али не и управно средиште.
Због знатне надморске висине и близине престонице Софије Самоков са оближњим Боровецом је веома важно зимско туристичко одредиште.

## Географија
Град Самоков се налази у средишњем делу Бугарске. Од престонице Софије Самоков је удаљен 55 km јужно.
Општина Самоков једна је од највиших у Бугарској. Град се налази на 960 m н. в. у истоименој Самоковској котлини, кроз коју пролази река Искар својим највишим делом тока. Котлину окружују високе планине (Рила, Плана, Витоша, Верила, Ихтиманска Средња Гора), веома богате шумама. Свега 10 km јужно од града налази се највиши врх Балканског полуострва, Мусала.
Клима у граду је континентална са утицајем планинске климе због велике надморске висине.

## Историја
Окружење Самокова је насељено још у време Трачана. Након тога, овим простором су владали стари Рим, Византија, средњовековна Бугарска, Српска држава, и Османско царство. Рударско насеље на месту садашњег основали су у средњем веку саски рудари, а порекло имена говори у прилог томе. Срби су вероватно населили Самоков прикључењем ове области Српској држави у средњем веку. У изворима се спорадично помиње као ,,Српски Самоков" и био је привредно средиште огромног значаја.
Самоков је био седиште најисточније епархије Српске патријаршије. Постојале су у другој половини 19. века јаке културне везе Самокова и Београда. Читав Самоковски крај је извесно био насељен Србима, а током 19. века се виде и њихове миграције ка простору Власине и околним областима, посебно изазвани стварањем бугарске државе. Најстарија бугарска штампарија је била у Самокову.
Године 1881. у Самокову је било 10.109 становника у 1968 домова. Ту је седиште истоименог среза. Објављен је 1894. године број становника у месту - 9568.
У Самокову се у другој половини 19. века налазило "Самоковско богословско училиште". Реална гимназија је ту постојала 1894. године. Ту је 1901. године основан Фонд митрополита Трновског, Климентија. Женска школа је постојала при женском манастиру у Самокову. Ту је пренета Гвожђарско занатлијска школа око 1895. године.

## Срби у Самокову
За време српског краља Уроша I а касније и Стефана Дечанског, Самоков је припадао српској држави.
У 16. веку у Самокову је била владичанска столица на којој је седео владика подређен српској Пећкој патријаршији. Године 1776. архијереј Самоковски био је српски владика, а то се види из писма које су српски архијереји писали 26. фебруара те године, преко митрополита црногорског Саве, за митрополита московског Платона. Десет „обесправљених“ (збачених са трона, да на њихово место дођу Грци) црквених великодостојника је тражило да их заступа руски митрополит у Цариграду.
У Самокову се налазила слика српског сликара Атанацковића, насликана у Бечу 1804. године.
Скупио је молитве и црквене песме, те платио објављивање у оквиру књиге у Београду, 1846. године на црквено-словенском језику Србин, Никола Кара-Стојановић „књиговезатељ и житељ Самоковски". Србин, Никола Јовановић Даросавац из Самокова "посрбио" (превео и прилагодио на српском језику) је 1881. године "Цилиндар, смешна позоришна игра", и покушао да објави код Матице српске у Новом Саду.
Купио је српску књигу у Београду 1847. године извесни Георгије из Самокова.
Другу Миланковићеву књигу, купили су у Београду исте године, исти Георгије из Самокова, и Никола Кара Стојановић такође из Самокова.
Помињао се у чланку ""Где је слава ту је Србин" 1878. године отац, Филипа и Саве Христића из Самокова, који је славио славу Св. Арханђела. Поред Самокова налазило се у 19. веку српско село звано Српћој.
Турци Османлије су освојили област Самокова крајем 14. века. Самоков је припојен новооснованој држави Бугарској 1878. године. Срби из Самоковског и других округа писали су 1878. године молбе и петиције српском кнезу Милану Обреновић да их прими да буду у границама Србије. Обраћали су се неколико пута: са 80 општинских печета и потписа, па са 250 потписа Срба.
Један прст Светог Саве се налази у Самокову у манастиру Покрова Пресвете Богородице.

## Становништво
Према цензусу из 2021, град Самоков је имао 26 514 становника. Већина градског становништва су етнички Бугари. Остатак су махом Роми. Последњих 20-ак година град за разлику од већине места у земљи има раст становништва, углавном захваљујући досељавању, а омогућен развојем туристичке привреде.
Већинска вероисповест становништва је православна, а веома мало становника припада исламу.

## Партнерски градови
- Кострома

## Галерија
- Православна Црква св. Николе
- Градски историјски музеј
- Манастир у Самокову
- Градска џамија